# Colaptes campestris
Colaptes campestris е вид птица от семейство Picidae.

## Разпространение
Видът е разпространен в Боливия, Бразилия, Парагвай и Суринам.